# DCC plc
DCC plc är en irländsk företagsgrupp, som bedriver verksamhet inom energi, hälsovård, teknologi och miljövård.
DCC grundades 1976 av Jim Flavin som ett riskkapitalbolag. Det listades 1994 på börserna i Dublin och London.
Inom energisektorn, som svarar för större delen av DCC:s verksamhet, sker distribution av LPG (propan och butan) i ett antal länder i Europa och bränsleförsäljning i Storbritannien, Tyskland, Danmark, Irland, Sverige och Österrike. Inom miljövård arbetar företaget framför allt med hantering av miljöfarligt avfall i Storbritannien.

## DCC i Sverige
DCC äger i Sverige Flogas AB, Swea Energi AB och, från 2014, Qstar Försäljnings AB och Exertis AB